# Primetime-Emmy-Verleihung 1967
Die 19. Emmy-Verleihung fand am 4. Juni 1967 im Century Plaza Hotel Los Angeles, Kalifornien, USA statt. Die Zeremonie wurde von Joey Bishop und Hugh Downs moderiert.

## Nominierungen und Gewinner

### Programmpreise
| Kategorie                                                 | Preisträger                    | Programm                                                              | Nominierungen |
| --------------------------------------------------------- | ------------------------------ | --------------------------------------------------------------------- | --- |
| Outstanding Dramatic Program (Bestes Dramaprogramm)       | Daniel Melnick, David Susskind | Death of a Salesman, CBS                                              | Marc Merson für ABC Stage 67 (Episode: 1.1: The Love Song of Barney Kempinski), ABC Frank Perry für ABC Stage 67 (Episode: 1.14: A Christmas Memory), ABC Fred Coe für CBS Playhouse (Episode 1.1: The Final War of Olly Winter), CBS David Susskind für Mark Twain Tonight!, CBS         |
| Outstanding Dramatic Series (Beste Dramaserie)            | Joseph Gantman, Bruce Geller   | Kobra, übernehmen Sie, CBS                                            | Gene L. Coon, Gene Roddenberry für Raumschiff Enterprise, NBC Morton Fine, David Friedkin für Tennisschläger und Kanonen, NBC Jo Swerling, Jr. für Wettlauf mit dem Tod, NBC Julian Wintle für Mit Schirm, Charme und Melone, ABC                                                         |
| Outstanding Variety Series (Beste Unterhaltungsserie)     | Edward Stephenson, Bob Finkel  | The Andy Williams Show, NBC                                           | Ernest Chambers, Saul Ilson für The Smothers Brothers Comedy Hour, CBS Greg Garrison für The Dean Martin Show, CBS William O. Harbach, Nick Vanoff für The Hollywood Palace, ABC Art Stark für The Tonight Show Starring Johnny Carson, NBC Ronald Wayne für The Jackie Gleason Show, CBS |
| Outstanding Variety Special (Bestes Unterhaltungsspezial) | Jack Arnold                    | The Sid Caesar, Imogene Coca, Carl Reiner, Howard Morris Special, CBS | Jack Donohue, Byron Paul für Dick Van Dyke Special, CBS Bob Hope für Bob Hope Presents the Chrysler Theatre (Episode: Christmas Special), NBC Phil Stein für ABC Stage 67 (Episode 1.24: A Time for Laughter: A Look at Negro Humor in America), ABC                                      |
| Outstanding Comedy Series (Beste Comedyserie)             | Bob Rafelson, Bert Schneider   | Die Monkees, NBC                                                      | Edward H. Feldman für Ein Käfig voller Helden, CBS William Froug für Verliebt in eine Hexe, ABC Arnie Rosen für Mini-Max, NBC Bob Ross für The Andy Griffith Show, CBS |

### Regiepreise
| Kategorie                                                               | Preisträger   | Programm                                    | Nominierungen |
| ----------------------------------------------------------------------- | ------------- | ------------------------------------------- | --- |
| Outstanding Directorial Achievement in Drama (Beste Regie Dramaserie)   | Alex Segal    | Death of a Salesman                         | Paul Bogart für CBS Playhouse (Episode 1.1: The Final War of Olly Winter), CBS Paul Bogart für Mark Twain Tonight!, CBS George Schaefer für Hallmark Hall of Fame (Episode: Anastasia), NBC                                  |
| Outstanding Directorial Achievement in Comedy (Beste Regie Comedyserie) | James Frawley | Die Monkees (Episode 1.1: Royal Flush), NBC | William Asher für Verliebt in eine Hexe, ABC Earl Bellamy für Tennisschläger und Kanonen (Episode 2.10: One Of Our Bombs Is Missing), NBC William D. Russell für Lieber Onkel Bill, CBS Maury Thompson für Hoppla Lucy!, CBS |

### Drehbuchpreise
| Kategorie                                                               | Preisträger                  | Programm                                                      | Nominierungen |
| ----------------------------------------------------------------------- | ---------------------------- | ------------------------------------------------------------- | --- |
| Outstanding Writing Achievement in Drama (Bestes Drehbuch Dramaserie)   | Bruce Geller                 | Kobra, übernehmen Sie, CBS                                    | Robert Culp für Tennisschläger und Kanonen, NBC Ronald Ribman für CBS Playhouse (Episode 1.1: The Final War of Olly Winter), CBS |
| Outstanding Writing Achievement In Comedy (Bestes Drehbuch Comedyserie) | Buck Henry, Leonard B. Stern | Mini-Max (Episode 1.27-28: „Ship of Spies: Part I & II“), NBC | Edmund L. Hartmann für Lieber Onkel Bill (Episode 1.1: Buffy), CBS Sidney Sheldon für Bezaubernde Jeannie, NBC                   |

### Darstellerpreise
| Kategorie | Preisträger     | Programm                                                                     | Nominierungen |
| --- | --------------- | ---------------------------------------------------------------------------- | --- |
| Outstanding Single Performance by an Actor in a Leading Role in a Drama ((Bester Einzeldarsteller Drama)                    | Peter Ustinov   | Hallmark Hall of Fame (Episode: Barefoot in Athens), NBC                     | Alan Arkin für ABC Stage 67 (Episode 1.1: The Love Song of Barney Kempinski), ABC Lee J. Cobb für Death of a Salesman, CBS Ivan Dixon für CBS Playhouse (Episode 1.1: The Final War of Olly Winter), CBS Hal Holbrook für Mark Twain Tonight!, CBS  |
| Outstanding Single Performance by an Actress in a Leading Role in a Drama) (Beste Einzeldarstellerin Drama)                 | Geraldine Page  | ABC Stage 67 (Episode 1.14: Truman Capote’s A Christmas Memory), ABC         | Shirley Booth für CBS Playhouse (Episode: The Glass Menagerie), CBS Mildred Dunnock für Death of a Salesman, CBS Lynn Fontanne für Hallmark Hall of Fame (Episode: Anastasia), NBC Julie Harris für Hallmark Hall of Fame (Episode: Anastasia), NBC |
| Outstanding Continued Performance by an Actor in a Leading Role in a Dramatic Series (Bester Hauptdarsteller Dramaserie)    | Bill Cosby      | Tennisschläger und Kanonen, NBC                                              | Robert Culp für Tennisschläger und Kanonen, NBC Ben Gazzara für Wettlauf mit dem Tod, NBC David Janssen für Auf der Flucht, ABC Martin Landau für Kobra, übernehmen Sie, CBS                                                                        |
| Outstanding Continued Performance by an Actress in a Leading Role in a Dramatic Series (Beste Hauptdarstellerin Dramaserie) | Barbara Bain    | Kobra, übernehmen Sie, CBS                                                   | Diana Rigg für Mit Schirm, Charme und Melone, ABC Barbara Stanwyck für Big Valley, ABC |
| Outstanding Performance by an Actor in a Supporting Role in a Drama (Bester Nebendarsteller Dramaserie)                     | Eli Wallach     | Mohn ist auch eine Blume, ABC                                                | Leo G. Carroll für Solo für O.N.C.E.L., NBC Leonard Nimoy für Raumschiff Enterprise, NBC |
| Outstanding Performance by an Actress in a Supporting Role in a Drama (Beste Nebendarstellerin Dramaserie)                  | Agnes Moorehead | Verrückter wilder Westen (Episode 2.20: Night of the Vicious Valentine), CBS | Tina Chen für CBS Playhouse (Episode 1.1: The Final War of Olly Winter), CBS Ruth Warrick für Peyton Place, ABC |
| Outstanding Continued Performance by an Actor in a Leading Role in a Comedy Series (Bester Hauptdarsteller Comedyserie)     | Don Adams       | Mini-Max, NBC                                                                | Bob Crane für Ein Käfig voller Helden, CBS Brian Keith für Lieber Onkel Bill, CBS Larry Storch für F Troop, ABC |
| Outstanding Continued Performance by an Actress in a Leading Role in a Comedy Series (Beste Hauptdarstellerin Comedyserie)  | Lucille Ball    | Hoppla Lucy!, CBS                                                            | Elizabeth Montgomery für Verliebt in eine Hexe, ABC Agnes Moorehead für Verliebt in eine Hexe, ABC Marlo Thomas für Süß, aber ein bißchen verrückt, ABC                                                                                             |
| Outstanding Performance by an Actor in a Supporting Role in a Comedy (Bester Nebendarsteller Comedyserie)                   | Don Knotts      | The Andy Griffith Show (Episode 7.19: Barney Comes to Mayberry), CBS         | Gale Gordon für Hoppla Lucy!, CBS Werner Klemperer für Ein Käfig voller Helden, CBS |
| Outstanding Performance by an Actress in a Supporting Role in a Comedy (Beste Nebendarstellerin Comedyserie)                | Frances Bavier  | The Andy Griffith Show, CBS                                                  | Nancy Kulp für The Beverly Hillbillies, CBS Marion Lorne für Verliebt in eine Hexe, ABC |